# Леон Бродовський

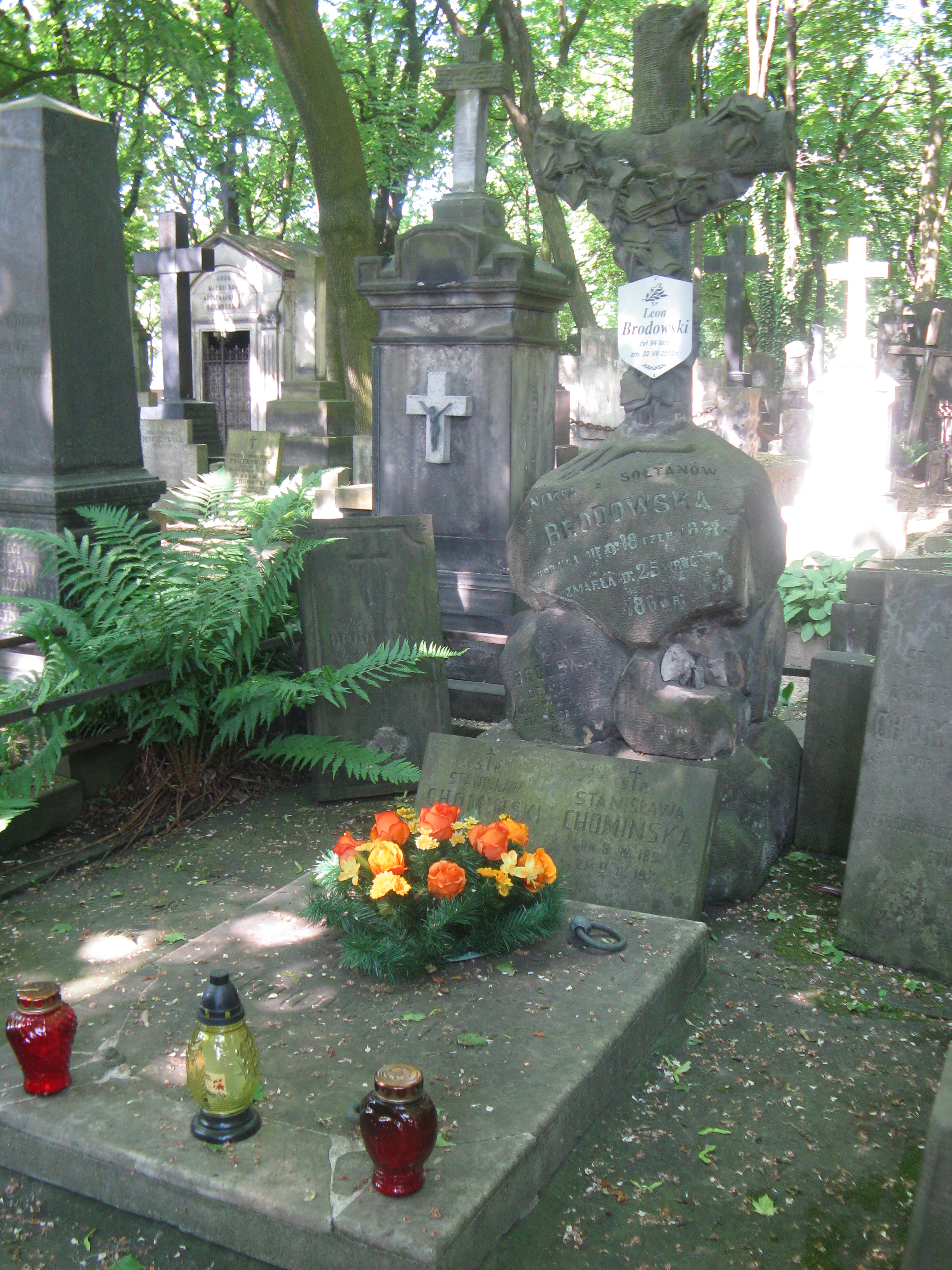
Могила Леона Бродовського на Повонзківському цвинтарі

Леон Бродовський (пол. Leon Brodowski; 3 листопада 1918, Мінськ — 21 липня 2013, Варшава) – польський громадський діяч польсько-литовських угод, видавець та головний редактор журналу "Литва" (пол. Lithuania), який випускався з 1990 р. до 2007 р. 

## Біографія
Перед початком другої світової війни закінчив гуманітарну молоду школу Короля Сигізмунда Августа у Вільнюсі, а потім навчався на юридичному факультеті у Вільнюському університеті, навчання в якому було перервано під час війни. 1945 р. закінчив навчання в Університеті ім. Адама Міцкевича. 1971 р. в Університеті Миколая Коперника на основі дисертації "Ідеологія Генріка Дембінського та прогресивна течія польської інтелігенції" здобув ступінь доктора юридичних наук. 
Багато років був співробітник асоціації «PAX», яка в 60-х роках нагородила його премією PAX ім. Владзимежа П'єтрака за роботу "Зустріч гуманізмів", котра стосується угод між католиками та марксистами.
Похований 26 липня 2013 р. у Варшаві на Повонзківському цвинтарі.